# Rasmus Lindkvist
Rasmus Lindkvist, né le 16 mai 1990 à Stockholm en Suède, est un footballeur international suédois qui évolue au poste d'arrière gauche à l'Ariana FC.

## Biographie

### Débuts professionnels
Né à Stockholm en Suède, Rasmus Lindkvist est formé par l'IF Brommapojkarna puis le Djurgårdens IF. Mais il ne joue avec aucun de ces deux clubs en équipe première. Il est prêté en 2009 au Skellefteå FF (en).

### Vålerenga Fotball
Le 21 janvier 2014, Rasmus Lindkvist s'engage en faveur du club norvégien du Vålerenga Fotball, avec qui il signe un contrat de trois ans. Il joue son premier match sous seouvelles couleurs dès la première journée de championnat, le 28 mars 2014, contre le Molde FK. Il entre en cours de partie lors de cette rencontre perdue par les siens sur le score de deux buts à zéro. Il inscrit son premier but dès son deuxième match, lors la journée suivante, le 6 avril face au FK Bodø/Glimt. Son équipe s'impose par trois buts à un ce jour-là.
Il inscrit avec le club de Vålerenga un total de dix buts en Eliteserien. Le 16 mai 2015, il se met en évidence en étant l'auteur d'un doublé lors de la réception du Mjøndalen IF (victoire 4-2).

### AIK Solna
Le 3 juillet 2017, Rasmus Lindkvist effectue son retour dans son pays natal, en signant à l'AIK Solna, pour un contrat courant jusqu'en décembre 2020.
Le 24 septembre 2017, il s'illustre en étant l'auteur d'un doublé sur la pelouse du BK Häcken (victoire 1-6).
Avec le club de l'AIK, il participe aux tours préliminaires de la Ligue des champions en 2019, et dispute également à plusieurs reprises les tours préliminaires de la Ligue Europa.
Avec l'AIK, il atteint les demi-finales de la Coupe de Suède en 2018, puis à nouveau en 2019.

### Ham-Kam
En avril 2021, Rasmus Lindkvist retourne en Norvège pour signer en faveur de Ham-Kam, club évoluant alors en deuxième division norvégienne.

### GIF Sundsvall
Après un an en Norvège, Rasmus Lindkvist retourne en Suède. Il signe le 7 janvier 2022 en faveur du GIF Sundsvall pour un contrat courant jusqu'en décembre 2023.

### Ariana FC
Libre depuis son départ du GIF Sundsvall, Rasmus Lindkvist rejoint le 2 mars 2024 l'Ariana FC, pensionnaire de troisième division suédoise. Il signe un contrat courant jusqu'en décembre 2025.

### En sélection
Rasmus Lindkvist honore sa première sélection avec l'équipe nationale de Suède le 11 janvier 2018, lors d'un match amical remporté par les Suédois contre le Danemark (1-0).

## Palmarès
AIK Solna
- Championnat de Suède (1) :
  - Champion : 2018.